# صموئيل أدلر
صموئيل أدلر (بالإنجليزية: Samuel Adler؛ بالألمانية: Samuel Adler)، هو حاخام ألماني وأمريكي، ولد في 3 ديسمبر 1809 في فورمس في ألمانيا، وتوفي في 9 يونيو 1891 في نيويورك في الولايات المتحدة.